# Alejandro San Millán
Alejandro San Millán (Salta, 25 de noviembre de 1960) es un político argentino que supo desempeñarse como Intendente de la Ciudad de Salta y también como Presidente de la Cámara de Diputados de la Provincia de Salta.

## Vida personal
Alejandro San Millán nació el 25 de noviembre de 1960 en la Ciudad de Salta, hijo de Dora Alicia Ávila Alemán y Julio Argentino San Millán quien supo ser Intendente de la Ciudad de Salta y también Intendente de San José de los Cerrillos.

## Carrera política
Alejandro era hijo de un dirigente peronista de primera línea, se había desempeñado en varios cargos, electorales y públicos, como diputado por el Departamento Guachipas y también Intendente de dos ciudades del Valle de Lerma, además su tío había sido vicegobernador del gobierno de Lucio Alfredo Cornejo Linares.
El primer cargo público que tuvo fue el de Secretario de Gobierno de la Municipalidad de Chicoana entre 1987 y 1989. Luego sería electo diputado provincial por el departamento homónimo por el periodo 1989-1993 y lograría una reelección para el periodo 1993-1997. 
En el año 1997 sería electo diputado nuevamente pero esta vez en representación del Departamento de la Capital. El 25 de marzo de 1997 sería elegido a su vez como Presidente de la Cámara de Diputados de la Provincia de Salta, siendo el tercero en la línea de sucesión de la gobernación. Pedro Sández, diputado por el Departamento Anta, lo sustituiría del cargo el 1 de diciembre de 1998.
Alejandro asumiría como Intendente de la Ciudad de Salta el 16 de noviembre de 2001 sucediendo a Miguel Isa, intendente en ejercicio por ser el presidente del Concejo Deliberante de la Ciudad de Salta. En el cargo se mantendría hasta el 9 de diciembre de 2003 cuando sería sucedido por el propio Isa que ahora asumía como intendente electo por el pueblo.
Luego de su intendencia San Millán se retiró por unos años de la política pero volvió a candidatearse en el año 2015. Sería precandidato a diputado provincial por el Departamento de la Capital dentro de la interna del frente Romero+Olmedo. En las PASO saldría segundo dentro de la interna del frente, perdiendo contra el exdiputado nacional Guillermo Martinelli. El exintendente obtendría 26.812 votos contra los 32.817 del exdiputado nacional. De todas maneras San Millán pasaría a ser el segundo en la lista de diputados y en las elecciones generales obtendría una banca luego de que la lista del frente Romero+Olmedo ganase la elección en la categoría sacando 62.749 votos y que obtuviese con esos votos un total de tres bancas para el espacio.
En el año 2019 buscaría renovar su banca y competiría en la interna del Partido Justicialista. Sería el tercer candidato más votado con un total de 4.386 votos y sus posibilidades matemáticas para obtener una banca serían casi nulas. En las elecciones generales se confirmó que no renovaría su banca.